# Arnold Oss
Arnold Oss, né le 18 avril 1928 à Minneapolis et mort le 10 novembre 2024) à Rio Verde, est un joueur américain de hockey sur glace.

## Carrière
Il participe aux Jeux olympiques d'hiver de 1952 et remporte la médaille d'argent avec les États-Unis ; il dispute neuf rencontres au cours du tournoi.

## Titres et honneurs personnels
- Médaille d'argent aux Jeux olympiques de 1952 à Oslo en Norvège